# Język amba (austronezyjski)
Język amba (a. aba), także: nembao, utupua – język austronezyjski używany na wyspie Utupua w granicach Wysp Salomona. Według danych z 1999 r. posługuje się nim 590 osób.
Na poziomie struktury jest zbliżony do dwóch pozostałych języków wyspy, asumboa i tanimbili. Służy jako lokalna lingua franca, a jego ekspansja przyczynia się do zaniku asumboa i tanimbili.
W użyciu jest też język neosalomoński. 
Jest zapisywany alfabetem łacińskim.